# Найден Николов
Найден Алексов Николов е български юрист, председател на ВКС на България (1944 – 1946).

## Биография
Роден е на 20 юни 1884 г. в Златица. Завършва право в Софийския университет през 1909 г. Работи като адвокат, подпредседател на Софийския адвокатски съвет, защитник на подсъдими в процеси по Закона за защита на държавата. От 1925 до 1942 г. е председател на Софийския адвокатски съвет. От 1941 до 1943 г. е интерниран в лагера Еникьой. Дългогодишен комунист, в навечерието на Деветосептемврийския преврат през 1944 година Николов е предложен от Българската комунистическа партия за регент, но в крайна сметка е заменен от по-известния Тодор Павлов. По това време той е юрисконсулт на съветското посолство в София и осъществява връзките между посолството и партийното ръководство.
В края на 1945 година става посланик в Съветския съюз (18 април 1946 – 29 май 1948), след като съветското правителство изисква замяната на предшественика му Димитър Михалчев, смятан за недостатъчно просъветски настроен.
По-късно е пълномощен министър във Финландия (4 декември 1948 – 12 октомври 1949) и Великобритания (9 юни 1950 – 21 юли 1954). Председател на Държавния арбитраж. Председател на Върховния касационен съд на България от 1944 до 1946 г. Умира през 1959 г. в София.

## Памет
На Найден Николов е наречена улица в квартал „Гърдова глава“ в София (Карта).